# يفاع
اليَفاع (بالإنجليزية: Preadolescence)‏ هي مرحلة من مراحل نمو الإنسان تلي مرحلة الطفولة المبكرة وتسبق مرحلة المراهقة. وتنتهي هذه المرحلة عمومًا ببداية البلوغ، ولكن يمكن تعريفها أيضًا بأنها هي المرحلة التي تنتهي ببداية سنوات المراهقة. فعلى سبيل المثال، تحدد عمومًا في تعريفات القواميس بأنها من سن 10 إلى 13 سنة. ويمكن تعريفها أيضًا بأنها الفترة ما بين 9 إلى 14 سنة. ويمكن التفريق بين مرحلة الطفولة المتوسطة وبين مرحلة اليفاع - الطفولة المتوسطة من سن 5 إلى 8 سنوات، بخلاف الفترة التي ينظر إليها على أنها بداية دخول الطفل مرحلة اليفاع (من سن 9 إلى 14 سنة).
وقد تصاحب مرحلة اليفاع تحديات وقلاقل واضطرابات وعلى النقيض من أغلب المراحل السابقة، تختلف العناصر المحورية لهذه المرحلة اختلافًا كبيرًا فيما بين البنين والبنات.

## الفترة الزمنية
تعرف اللحظة التي يصبح فيها الطفل مراهقًا بأنها بداية البلوغ أو بداية دخوله في مرحلة المراهقة. ويُعتقد أيضًا أن مرحلة ما قبل المراهقة تنتهي بدخوله في مرحلة المراهقة. ومع ذلك، هناك حالات لبعض الأشخاص (خصوصًا الإناث) الذين يبلغون في سنوات ما قبل المراهقة، وقد تمتد مرحلة ما قبل المراهقة لسنوات قليلة بعد سنوات المراهقة الطبيعية (خصوصًا الإناث). وتشير الدراسات إلى أن بداية سن البلوغ يقل بمقدار عام في كل جيل منذ خمسينيات القرن العشرين.'
ولا يوجد اتفاق تام حول بداية ونهاية مرحلة ما قبل المراهقة، وتشير الدراسات إلى أن 'الوقت الزمني... لا يتطابق بحال مع الوقت التطوري - مدّة مراحل النمو "الداخلي" - أو مع الوقت الفسيولوجي.

مخطط تقريبي لفترات التطور أثناء نمو الطفل. وتظهر مرحلة ما قبل المراهقة ومرحلة ما تحت سن المراهقة في وسط الصورة إلى اليسار قليلاً.

## النمو النفسي
هناك عنصران رئيسيان في التنشئة في حياة الأطفال وهما: مناخ الأسرة...ومؤسسات التعليم الرسمية،' أي أن 'الأسرة من مقاصدها أنها أساس تنشئة الطفل' التي يكون لها النصيب الأكبر من التربية في السنوات الخمس الأولى من حياة الإنسان: بخلاف مرحلة الطفولة المتوسطة التي تتميز 'باستعداد الطفل فيها للمدرسة...من حيث كونه واثقًا من نفسه وحريصًا على مصلحته، ومدركًا لما يُتوقع أن يواجهه من أنواع التصرفات...ومن حيث كونه قادرًا على الانتظار واتباع التعليمات والانسجام مع الأطفال الآخرين.'
وفي حقيقة الأمر، ينظر الطفل في ما قبل المراهقة إلى العالم نظرة مختلفة عن الأطفال الأصغر سنًا وذلك من عدة أوجه. فدائمًا ما يكون لهم نظرة واقعية للحياة أكثر من نظرتهم الانفعالية التي تصب في الخيالات والأوهام أثناء مراحل الطفولة الأولى. وفي مرحلة ما قبل المراهقة، تكون الأفكار والأفعال أكثر نضجًا ووعيًا وواقعية: فهي 'أكثر مراحل نمو الطفل "وعيًا"...حيث يصبح الطفل الآن أقل عاطفية بكثير من ذي قبل.' وفي الغالب يكون قد نما عندهم جانب ' التعمد. إلى جانب الرغبة والقدرة على ترك تأثير والعمل على ذلك بمثابرة'؛ وسيقوى لديهم جانب التنبؤ بالمستقبل وتوقع آثار أفعالهم (على النقيض من الطفولة المبكرة حيث لا يعبأ الأطفال كثيرًا بالمستقبل). وقد يتضمن ذلك توقعات أكثر واقعية فيما يخص الوظيفة ("أريد أن أصبح مهندسًا عندما أكبر"، بخلاف ما إذا قال "أريد أن أكون ساحرًا"). وعمومًا يظهر الأطفال في المرحلة المتوسطة تحسنًا بدرجة أكبر 'في القدرة على التحكم في الواقع الخارجي عن طريق اكتساب المعرفة والمهارة العالية': في النقاط التي تقلقهم، وهذه تكون خوفا من الاختطاف أو الاغتصاب أو بسبب المشاهد الإعلامية المروّعة أكثر منها أمورًا خيالية (مثل الساحرات والوحوش والأشباح).
وقد يدرك الطفل جيدًا في هذه المرحلة العلاقات بين الأفراد بطريقة مختلفة (فمثلاً ربما يلاحظون الخلل البشري في الشخصيات صاحبة السلطة). وإلى جانب ذلك، ربما يبدؤون في إدراك الهوية الذاتية، وتتزايد لديه مشاعر الاستقلال: 'ربما يشعر بشخصيته، وأنه لم يعد "مجرد أحد أفراد الأسرة." ' وقد يرى الأخلاق بمنظور جديد، والطفل في مرحلة الطفولة المتوسطة ستزيد عنده روح التعاون. كما ستزيد لديه القدرة على الموازنة بين احتياجاته الشخصية وبين احتياجات الآخرين في الأنشطة الجماعية'
وقد يظهر منهم تحمل للمسئولية داخل الأسرة، حيث يصبح الطفل في مرحلة الطفولة المتوسطة مسئولاً عن أخوته وأقاربه الأصغر منه، كما هو الحال في مجالسة الأطفال؛ في حين يبدأ الأطفال في مرحلة ما قبل البلوغ في الاهتمام بهيئتهم وملبسهم.
وغالبًا ما يبدأ الأطفال في مرحلة الطفولة المتوسطة في الإحساس بمشاعر العشق أو الوله أو الهيام أو حتى الحب، رغم هذا الذي يزعم البعض أنه على أقل تقدير يكون تجاه 'فتاة تحقق جميع الاهتمامات الرومانسية...فتاة في مرحلة ما قبل المراهقة' فإن النشاط الرومانسي يبدو غالبًا بصورة عنيفة وليست ودودة.'

### بيت يعوّض عن البيت
لأن الأطفال في مرحلة ما قبل المراهقة يعيشون أفضل مراحل نموهم، لذا 'يأتون إلى المدرسة ليضيفوا شيئًا جديدًا إلى حياتهم، إنهم يرغبون في تعلم الدروس...التي تؤدي بهم في نهاية المطاف إلى العمل مثل أبويهم.' وعلى الرغم من ذلك، عندما تكون مراحل النمو الأولى قد ذهبت أدراج الرياح - على المبدأ القائل بأنه 'إن فاتتك خطوة، دائمًا سيأتي وقت تستطيع تعويضها فيه' (ما لا يدرك كلّه لا يترك جُلّه)-  حينئذ يأتي أطفال آخرون في سن الطفولة المتوسطة 'إلى المدرسة بحثًا عن شيء آخر...[لا] ليتعلموا ولكن ليجدوا بيتًا يعوضهم عن بيتهم...حالة عاطفية مستقرّة يستطيعون أن يعبروا فيها عن استعداداتهم العاطفية، التي قد يصبح بعضها بالتدريج هو شغلهم الشاغل.

### الطلاق
'قد يكون الأطفال في بدايات سن المراهقة...من تسع إلى اثنتي عشرة سنة من العمر' أكثر ضعفًا في حال حدوث انفصال بين الأبوين. ومن بين المشاكل التي تبرز على السطح 'تشوقهم الشديد إلى الابتعاد عن المشاجرات بين الأبوين، ورغبتهم في اتخاذ موقف داعم...وعلاقات الرحمة والشفقة البالغة تجعل هؤلاء الصغار يحاولون إنقاذ الأبوين البائسين اللذين يدمران حياة الصغار'.

### الإعلام
يكون الأطفال في فترة ما قبل المراهقة أكثر عرضة لـالثقافة الشعبية أكثر من الأطفال الصغار، ويكون لديهم اهتمامات تتعلق بالإنترنت وبرامج التلفاز والأفلام (لم تعد تقتصر على أفلام الكرتون) والموضة والتكنولوجيا والموسيقى. وعادة يفضلون ماركة بعينها وهم السوق المستهدفة بشدة من كثير من المعلنين. وميلهم إلى شراء المواد ذات العلامة التجارية ربما يعود إلى رغبتهم في مجاراة الآخرين، رغم أن هذه الرغبة ليست قوية مثلما هي عليه عند المراهقين.
ويرى بعض العلماء أن 'أطفال ما قبل المراهقة...كثيرًا ما يصدمهم الإعلام بمواد جنسية، فيقدرون المعلومة التي تستقى منها ويستخدمونها كوسيلة تعليمية...ويقيمون المضمون عن طريق ما يعتقدون أنه من الآداب الجنسية.' ومع ذلك، تشير أبحاث أخرى إلى أن الإعلام الجنسي له تأثير محدود على السلوك الجنسي لدى أطفال ما قبل المراهقة والمراهقين.

## فرويد
أطلق فرويد على هذه المرحلة اسم فترة الكمون في إشارة منه إلى أن المشاعر والرغبات الجنسية تختفي...تبدأ المشاعر التي تخلق أول "علاقة ثلاثية دائمة" مع بدء خفوت الشعور بالأبوين، وتطلق طاقة تتجه إلى اهتمامات ونشاطات أخرى.' ويؤكد إريك إريكسون (Erik H. Erikson) أن 'دوافع العنف تكون عادة خاملة...الهدوء الذي يسبق عاصفة البلوغ، عندما تتجلى الدوافع السابقة من جديد في خليط واحد يخضع لسيطرة الأعضاء التناسلية.'
وفي مرحلة الكمون يستطيع الأطفال توجيه أكبر قدر من طاقتهم إلى الجوانب اللاجنسية مثل المدرسة والألعاب الرياضية والصداقات من نفس الجنس: والأطفال في مرحلة الطفولة المتوسطة خصوصًا يتميزون باهتمامهم بالمدرسة والفرق والحصص والأصدقاء والعصابات والأنشطة المنظّمة...والبالغون هم من يشرفون على إدارة هذه الأنشطة.' فضلاً عن هذا، تشير تقارير حديثة إلى أن 'أغلب الأطفال لا يكفون عن النمو والاهتمام والسلوك الجنسي' وهذه المرة: وبدلاً من ذلك 'يكفّون عن مشاركة اهتماماتهم مع البالغين ويكونون بعيدًا عن الأعين لفترات أطول.' ولأنهم تعلموا الدرس جيدًا...[يجارون] الكبار في اعتقادهم بأنهم غير مهتمين بالأمر. ولكن فضولهم يبقى برمته، ويستمرون في تجارب عديدة فيما بينهم لاكتشاف الأمر.' بجانب مساعيهم الأخرى.
ولكن حين بلوغ الثامنة من العمر بينما لا يزالون ينتظرون سن البلوغ، والمراهقة وصفات البلوغ الجنسي نهائيًا ينتابه حالة من الهدوء قبل سن البلوغ، ومع مقتبل سن المراهقة (9 -12 )، والانتقال من مرحلة الطفولة المتوسطة إلى ما يسمى بالمخاوف الاستنباطية والاجتماعية في مقتبل البلوغ، والميل لإحراز تقدم أكبر. مما لا شك فيه "أن الخبرات القليلة تكون واضحة في حياة المراهقين أكثر منها عند بداية سن البلوغ" بحيث يصل في الحادية عشرة أو الثانية عشرة إلى نهاية فترة طويلة تم خلالها تغير ثابت ومطرد": عهد فرويد.

## العلاقات بين الجنسين
يظهر المزيد من التعقيد في العلاقة بين الجنسين في مرحلة المراهقة ويكون ذلك واضحًا كثيرًا. ففي حين يقول الأطفال "الذين يبلغون من العمر ثلاث سنوات" أن حوالي نصف أصدقائهم من الجنس الآخر... وبمرور السابعة تقريبًا فلا يوجد هناك فتيان أو فتيات يقولون أن لديهم أفضل صديق من الجنس الآخر. وهؤلاء مميزون بين قطاع الجنس البشري قليلاً حتى بداية مرحلة المراهقة."

## ما تحت المراهقة والتويين
إن الطفل ما قبل المراهقة أو الشاب في مرحلة ما قبل المراهقة هو شخص تحت سن 12 سنة. وعمومًا يقتصر هذا المصطلح على الأعمار التي تقترب من سن الثانية عشرة، وبخاصة سن الحادية عشرة. تويين (Tween) هو مستحدث أمريكي ومصطلح تسويقي لكلمة ما تحت المراهقة وهو عبارة عن مزج لكلمة between (بين) وكلمة teen (مراهق).
سبق وأن استخدم ج. ر. ر. تولكين (J. R. R. Tolkien) هذا المصطلح سنة 1954 في رواية مملكة الخواتم (The Lord of the Rings) في إشارة إلى جنس الهوبيت في سن العشرينيات: "...توينز حسبما كان الهوبيت يسمون الشباب المستهتر في سن العشرينيات بين الطفولة وبداية سن الثالثة والثلاثين." وفي هذا السياق، يتضح أن هذه الكلمة إما أن تكون مختصرة من كلمة between (بين) أو كلمة مأخوذة من teen (مراهق) وtwenty (عشرون)، وفي كلتا الحالتين الأمر لا يرتبط "بالمراهقين" أو من تحت المراهقين أو المصطلح التسويقي الأمريكي.
وفي فيلم سنة 1938 بعنوان "الحب يجد آندي هاردي" (Love Finds Andy Hardy)، يغني جودي جارلاند (Judy Garland) أغنية تندب كونها "في المنتصف"، وتعني بهذا المصطلح أنها صغيرة جدًا عن سن المراهقة فلا تستطيع المواعدة وكبيرة جدًا عن سن الطفولة. والفيلم كان جزءًا من سلسلة آندي هاردي التي يمثل فيها ميكي روني دور البطولة.